# توماسو پولو
توماسو پولو (انگلیسی: Tommaso Polo؛ زادهٔ ۱۶ فوریهٔ ۱۹۹۸) بازیکن فوتبال است.